# Чемпіонат України з легкої атлетики 2006
Чемпіонат України з легкої атлетики 2006 був проведений в Києві на НСК «Олімпійський».
Як і останні два роки, формат проведення основного чемпіонату проходив у дві стадії. Право виступати у фінальній першості атлети виборювали на відбіркових змаганнях, які проходили 14-16 червня в Києві, крім бігу на 10000 метрів, чемпіонство в якому визначалось саме на відбіркових стартах в Києві (15 червня).

## Основний чемпіонат

### Чоловіки
| Дисципліни                | Золото                                                                            | Золото   | Срібло                                                                           | Срібло   | Бронза                                                                                  | Бронза   |
| ------------------------- | --------------------------------------------------------------------------------- | -------- | -------------------------------------------------------------------------------- | -------- | --------------------------------------------------------------------------------------- | -------- |
| 100 метрів                | Анатолій Довгаль Харківська область                                               | 10,29    | Дмитро Глущенко Київ                                                             | 10,44    | Костянтин Васюков Донецька область                                                      | 10,47    |
| 200 метрів                | Дмитро Глущенко Київ                                                              | 20,91    | Дмитро Островський Хмельницька область                                           | 21,12    | Ігор Бодров Харківська область                                                          | 21,15    |
| 400 метрів                | Євген Зюков Харківська область                                                    | 46,27    | Олексій Рачковський Житомирська область                                          | 46,48    | Андрій Твердоступ Харківська область                                                    | 46,53    |
| 800 метрів                | Олександр Осмолович Житомирська область                                           | 1.49,58  | Сергій Шияновський Сумська область                                               | 1.49,84  | Олег Лобанов Київ                                                                       | 1.49,90  |
| 1500 метрів               | Микола Лабовський Чернівецька область                                             | 3.39,13  | Сергій Лебідь Донецька область                                                   | 3.40,34  | Максим Жудін Чернігівська область                                                       | 3.41,15  |
| 5000 метрів               | Євген Божко Харківська область                                                    | 13.55,98 | Віталій Рибак Чернівецька область                                                | 14.03,70 | Дмитро Лашин Київська область                                                           | 14.04,27 |
| 110 метрів з бар'єрами    | Сергій Демидюк Київ                                                               | 13,55    | Андрій Батраченко Дніпропетровська область                                       | 14,35    | Сергій Черненков Рівненська область                                                     | 14,37    |
| 400 метрів з бар'єрами    | Сергій Бородін Київ                                                               | 51,40    | Сергій Логвиненко Житомирська область                                            | 51,74    | Денис Грищук Одеська область                                                            | 52,25    |
| 3000 метрів з перешкодами | Вадим Слободенюк Рівненська область                                               | 8.31,68  | Анатолій Харковець Рівненська область                                            | 8.32,87  | Ілля Сухарев Київська область                                                           | 8.43,26  |
| 4×100 метрів              | Миколаївська областьРоман Позднєв Костянтин Вікторов Олексій Чайка Вадим Косенчук | 41,76    | Донецька областьВолодимир Жердєв Станіслав Пупов Олександр Шагов Олександр Бабич | 41,77    | Тернопільська областьВолодимир Позунь Максим Туряк Володимир Краківський Віталій Чикало | 42,72    |
| 4×400 метрів              | КиївРуслан Барков Сергій Бородін Віталій Дубоносов Володимир Бураков              | 3.10,32  | Донецька областьАнтон Буяр Сергій Іщенко Євген Жиров Віталій Зімзе               | 3.13,14  | Черкаська областьВіталій Волошин Сергій Бондаренко В'ячеслав Трифонов Ілля Волошин      | 3.13,44  |
| Стрибки у висоту          | Андрій Соколовський Вінницька область                                             | 2,28     | Богдан Бондаренко Харківська область                                             | 2,25     | Віктор Шаповал Львівська область                                                        | 2,25     |
| Стрибки з жердиною        | Денис Юрченко Донецька область                                                    | 5,70     | Олександр Корчмід Київська область                                               | 5,70     | Максим Мазурик Донецька область                                                         | 5,60     |
| Стрибки в довжину         | Олексій Лукашевич Дніпропетровська область                                        | 8,17     | Дмитро Білоцерківський Дніпропетровська область                                  | 8,04     | Віктор Кузнєцов Київська область                                                        | 7,93     |
| Потрійний стрибок         | Микола Саволайнен Київ                                                            | 17,02    | Євген Семененко Харківська область                                               | 17,02    | Василь Ніщик Рівненська область                                                         | 16,15    |
| Штовхання ядра            | Андрій Семенов Одеська область                                                    | 18,74    | Андрій Бородкін Хмельницька область                                              | 18,34    | Андрій Немчанінов Київська область                                                      | 18,02    |
| Метання диска             | Сергій Пругло АР Крим                                                             | 60,91    | Станіслав Нестеровський Херсонська область                                       | 59,59    | Кирило Чупринін Волинська область                                                       | 58,86    |
| Метання молота            | Ігор Тугай Київська область                                                       | 75,79    | Євген Виноградов Київська область                                                | 75,69    | Олександр Крикун Київ                                                                   | 73,96    |
| Метання списа             | Роман Авраменко АР Крим                                                           | 73,93    | Олександр Тертичний Київ                                                         | 72,73    | Богдан Харченко Харківська область                                                      | 71,18    |

### Жінки
| Дисципліни                | Золото                                                                     | Золото   | Срібло                                                                        | Срібло   | Бронза                                                                                 | Бронза   |
| ------------------------- | -------------------------------------------------------------------------- | -------- | ----------------------------------------------------------------------------- | -------- | -------------------------------------------------------------------------------------- | -------- |
| 100 метрів                | Наталя Погребняк Харківська область                                        | 11,43    | Ірина Шепетюк Івано-Франківська область                                       | 11,51    | Галина Тонковид Харківська область                                                     | 11,56    |
| 200 метрів                | Олена Чебану Харківська область                                            | 23,06    | Галина Тонковид Харківська область                                            | 23,35    | Ірина Штангеєва Донецька область                                                       | 23,57    |
| 400 метрів                | Оксана Щербак Полтавська область                                           | 51,23    | Наталія Пигида Київська область                                               | 51,75    | Оксана Ілюшкіна Миколаївська область                                                   | 52,01    |
| 800 метрів                | Наталія Тобіас Донецька область                                            | 2.03,66  | Юлія Кревсун Донецька область                                                 | 2.04,39  | Наталія Лупу Чернівецька область                                                       | 2.04,50  |
| 1500 метрів               | Тетяна Головченко Сумська область                                          | 4.08,01  | Анна Міщенко Харківська область                                               | 4.12,17  | Тетяна Кривобок Донецька область                                                       | 4.12,83  |
| 5000 метрів               | Наталія Беркут Київська область                                            | 15.58,82 | Маргарита Лучиніна АР Крим                                                    | 16.18,77 | Оксана Мілокумова Донецька область                                                     | 16.37,00 |
| 100 метрів з бар'єрами    | Євгенія Снігур Харківська область                                          | 13,01    | Наталія Забродська Одеська область                                            | 13,49    | Анна Плотіцина Харківська область                                                      | 13,65    |
| 400 метрів з бар'єрами    | Анастасія Рабченюк Київ                                                    | 54,73    | Тетяна Терещук-Антіпова Дніпропетровська область                              | 55,41    | Марія Опря Кіровоградська область                                                      | 57,73    |
| 3000 метрів з перешкодами | Юлія Ігнатова Миколаївська область                                         | 10.16,56 | Валентина Горпинич Одеська область                                            | 10.27,47 | Наталія Ковтун Донецька область                                                        | 10.28,83 |
| 4×100 метрів              | Україна-1Олена Чебану Ірина Штангеєва Галина Тонковид Ірина Шепетюк        | 44,31    | Україна-2Юлія Баликіна Ольга Андреєва Лізет Ассегбеде Наталя Погребняк        | 45,10    | Полтавська областьГанна Мельниченко Інна Сушко Вікторія Теплуха Наталія Федоренко      | 46,59    |
| 4×400 метрів              | Донецька областьГанна Медвецька Ганна Бєланова Вікторія Бутко Юлія Кревсун | 3.39,01  | Харківська областьМарина Білаш Юлія Ірхіна Ніна Дегтярьова Олександра Болібок | 3.40,07  | Дніпропетровська областьВалерія Назарко Вікторія Стасенко Оксана Волосюк Марина Саєнко | 3.44,53  |
| Стрибки у висоту          | Ірина Михальченко Київ                                                     | 1,95     | Ірина Коваленко Київська область                                              | 1,86     | Валентина Ляшенко Київ                                                                 | 1,86     |
| Стрибки з жердиною        | Алевтина Руєва Дніпропетровська область                                    | 4,00     | Людмила Вайленко Донецька область                                             | 3,80     | Галина Пономаренко Донецька область                                                    | 3,70     |
| Стрибки в довжину         | Вікторія Рибалко Запорізька область                                        | 6,87w    | Вікторія Молчанова Харківська область                                         | 6,73     | Наталія Сорокіна Вінницька область                                                     | 6,61     |
| Потрійний стрибок         | Тетяна Дяченко Дніпропетровська область                                    | 13,79    | Лілія Кулик Харківська область                                                | 13,78    | Олександра Стаднюк Черкаська область                                                   | 13,66    |
| Штовхання ядра            | Оксана Захарчук Київська область                                           | 17,72    | Світлана Сакун Чернігівська область                                           | 17,22    | Вікторія Дегтяр Одеська область                                                        | 15,38    |
| Метання диска             | Катерина Карсак Одеська область                                            | 62,75    | Наталія Фокіна Донецька область                                               | 62,14    | Олена Антонова Дніпропетровська область                                                | 61,53    |
| Метання молота            | Ірина Секачова Херсонська область                                          | 74,31    | Наталія Золотухіна Черкаська область                                          | 66,94    | Інна Саєнко Херсонська область                                                         | 66,85    |
| Метання списа             | Ольга Іванкова Харківська область                                          | 58,09    | Віра Ребрик АР Крим                                                           | 55,89    | Маргарита Дорожон Дніпропетровська область                                             | 55,20    |

## Інші чемпіонати
Крім основного чемпіонату, протягом року в різних містах України також були проведені чемпіонати України в окремих дисциплінах легкої атлетики серед дорослих:
- 4-5 лютого — зимовий чемпіонат з легкоатлетичних метань (Ялта)
- 17-18 лютого — зимовий чемпіонат з шосейної спортивної ходьби серед чоловіків (дистанції 20 та 30 кілометрів) та жінок (20 кілометрів) (Євпаторія)
- 30-31 березня — весняний чемпіонат з кросу (Цюрупинськ)[1][2]
- 30 квітня — чемпіонат з шосейного бігу на 20 кілометрів (Дніпро)
- 2 червня — чемпіонат з шосейної спортивної ходьби на 20 кілометрів (Суми)
- 8-9 червня — чемпіонат з легкоатлетичних багатоборств (Ялта)
- 1 жовтня — чемпіонат з шосейної спортивної ходьби на 50 кілометрів серед чоловіків (Івано-Франківськ)
- 7 жовтня — чемпіонат з марафонського бігу (Київ)
- 28 жовтня — осінній чемпіонат з кросу (Біла Церква)[3]

### Чоловіки
| Дисципліни                     | Золото                                   | Золото   | Срібло                                 | Срібло   | Бронза                                    | Бронза   |
| ------------------------------ | ---------------------------------------- | -------- | -------------------------------------- | -------- | ----------------------------------------- | -------- |
| 10000 метрів                   | Михайло Іверук Рівненська область        | 28.48,6h | Віталій Шафар Волинська область        | 28.51,5h | Олександр Сітковський Донецька область    | 28.52,9h |
| Метання диска (зимовий)        | Кирило Чупринін Волинська область        | 61,09    | Сергій Пругло АР Крим                  | 60,47    | Олексій Семенов Донецька область          | 56,69    |
| Метання молота (зимовий)       | Євген Виноградов Київська область        | 69,60    | Артем Рубанко Київ                     | 69,14    | Ігор Тугай Київська область               | 68,85    |
| Метання списа (зимовий)        | Олег Стаценко Харківська область         | 73,55    |                                        |          |                                           |          |
| 20 кілометрів                  | Олександр Кузін Донецька область         | 1:01.23  | Антон Симонов Дніпропетровська область | 1:01.47  | Олександр Дорофеєв Запорізька область     | 1:02.10  |
| Марафон                        | Андрій Голіней Івано-Франківська область | 2:20.29  | Віктор Роговий Київ                    | 2:21.08  | Євген Шурхно Донецька область             | 2:22.44  |
| Ходьба 20 кілометрів (зимовий) | Артем Вальченко Київ                     | 1:26.42  | Андрій Ковенко Вінницька область       | 1:27.27  | Іван Лосев Київська область               | 1:29.33  |
| Ходьба 20 кілометрів           | Андрій Юрін Київська область             | 1:20.34  | Андрій Ковенко Вінницька область       | 1:23.38  | Сергій Будза Київська область             | 1:25.22  |
| Ходьба 30 кілометрів (зимовий) | Юрій Бурбан Львівська область            | 2:15.30  | Олексій Шелест Сумська область         | 2:15.58  | Олександр Романенко Вінницька область     | 2:19:51  |
| Ходьба 50 кілометрів           | Олексій Шелест Сумська область           | 3:59.25  | Андрій Ковенко Вінницька область       | 3:59.36  | Сергій Будза Київська область             | 4:04.05  |
| Десятиборство                  | Микола Шульга Київська область           | 7574     | Євген Нікітін Харківська область       | 7531     | Юрій Блонський Київська область           | 7469     |
| Крос 4 км (весняний)           | Олександр Сітковський Донецька область   | 12.25    | Микола Новицький Київ                  | 12.32    | Сергій Матковський Кіровоградська область | 12.34    |
| Крос 10 км (весняний)          | Віталій Шафар Волинська область          | 30.01    | Дмитро Барановський Київська область   | 30.33    | Микола Рудик Вінницька область            | 30.34    |
| Крос 4 км (осінній)            | Роман Пасічник Вінницька область         | 11.53    | Василь Цікало Львівська область        | 11.56    | Віталій Дмитрюк Чернігівська область      | 11.58    |
| Крос 10 км (осінній)           | Ігор Гелетій Івано-Франківська область   | 31.11    | Леонід Рибак Хмельницька область       | 31.19    | Василь Ремщук Вінницька область           | 31.28    |

### Жінки
| Дисципліни                     | Золото                                    | Золото   | Срібло                               | Срібло   | Бронза                                       | Бронза   |
| ------------------------------ | ----------------------------------------- | -------- | ------------------------------------ | -------- | -------------------------------------------- | -------- |
| 10000 метрів                   | Оксана Скляренко Дніпропетровська область | 34.08,93 | Юлія Рубан Київська область          | 34.08,97 | Маргарита Лучиніна АР Крим                   | 34.15,53 |
| Метання диска (зимовий)        | Наталія Фокіна Донецька область           | 59,30    | Вікторія Бойко Донецька область      | 56,70    | Олена Дементій Київська область              | 53,65    |
| Метання молота (зимовий)       | Наталія Золотухіна Черкаська область      | 61,95    | Марина Резанова Київська область     | 61,82    | Ірина Новожилова Херсонська область          | 58,38    |
| Метання списа (зимовий)        | Ольга Іванкова Харківська область         | 57,47    | Віра Ребрик АР Крим                  | 55,27    | Ганна Сластіна Харківська область            | 51,74    |
| 20 кілометрів                  | Ольга Календарьова Вінницька область      | 1:11.46  | Віра Овчарук Вінницька область       | 1:12.02  | Катерина Карманенко Дніпропетровська область | 1:13.17  |
| Марафон                        | Тетяна Філонюк Хмельницька область        | 2:39.57  |                                      |          | Катерина Карманенко Дніпропетровська область | 2:46.33  |
| Ходьба 20 кілометрів (зимовий) | Віра Зозуля Тернопільська область         | 1:34.53  | Надія Прокопук Волинська область     | 1:35.15  | Людмила Єгорова Сумська область              | 1:35.38  |
| Ходьба 20 кілометрів           | Людмила Єгорова Сумська область           | 1:33.27  | Надія Прокопук Волинська область     | 1:33.46  | Віра Зозуля Тернопільська область            | 1:34.41  |
| Семиборство                    | Марина Брєзгіна Харківська область        | 5750     | Ганна Мельниченко Полтавська область | 5721     | Людмила Йосипенко Київська область           | 5708     |
| Крос 4 км (весняний)           | Ольга Котовська Рівненська область        |          | Інна Лебедєва Київ                   |          | Світлана Станко Рівненська область           |          |
| Крос 6 км (весняний)           | Оксана Скляренко Дніпропетровська область | 20.29    | Наталія Беркут Київська область      | 20.45    | Олена Бондар Одеська область                 | 20.50    |
| Крос 4 км (осінній)            | Юлія Рубан Київська область               | 14.00    | Олена Бурковська Київ                | 14.09    | Оксана Ілютчик Херсонська область            | 14.21    |
| Крос 8 км (осінній)            | Людмила Коваленко Житомирська область     | 29.57    | Ольга Календарьова Вінницька область | 29.59    | Юлія Рубан Київська область                  | 30.00    |